# Analiza wektorowa
Analiza wektorowa – dział analizy matematycznej badający pola wektorowe, a także stosujący operatory wektorowe jak gradient do opisu pól skalarnych.
Analiza wektorowa ma zastosowanie w geometrii różniczkowej i fizyce, gdzie jest podstawą teorii pola, a przez to m.in. mechaniki płynów; oprócz tego jest używana w teoretycznych podstawach elektroniki i radiotechniki.